# أحمد معضد
أحمد معضد (مواليد 13 ديسمبر 1980) لاعب كرة قدم إماراتي يجيد اللعب في الوسط.كانت بداياته مع نادي الفجيرة و لعب بعدها مع أندية العين والأهلي 

## المسيرة الكروية
- البدايات مع نادي الفجيرة: بدأ معضد مسيرته الكروية في المراحل السنية لنادي الفجيرة، حيث شارك في الفريق الأول في سن 17 عامًا.
- الانتقال إلى نادي العين (2007–2010): بعد تألقه مع الفجيرة، انتقل إلى نادي العين، حيث لعب دورًا بارزًا في خط الوسط.
- الانضمام إلى شباب الأهلي (2010–2013): واصل مسيرته بالانتقال إلى نادي شباب الأهلي،
- العودة إلى الفجيرة (2013–2016): عاد إلى ناديه الأم الفجيرة بعقد لمدة عامين، مؤكدًا ارتباطه القوي بالنادي الذي بدأ فيه مسيرته.[2]

- نادي مسافي (2018): في ختام مسيرته، انضم إلى نادي مسافي، حيث اختتم مشواره في الملاعب.

## تصريحات ومواقف
في عام 2016، وعند بلوغه سن 35 عامًا، أكد معضد أنه لا يفكر في الاعتزال، مشيرًا إلى قدرته على العطاء ومساهمته الفعالة في المباريات. كما أعرب عن رغبته في الاستمرار مع نادي الفجيرة، مؤكدًا أنه لن يقرر مستقبله إلا بعد معرفة موقف النادي من تجديد عقده.

## روابط خارجية
- أحمد معضد على موقع قاعدة بيانات كرة القدم.إي يو (الإنجليزية)
- أحمد معضد على موقع Soccerway.com (الإنجليزية)